# Bittacus blancheti
Bittacus blancheti is een schorpioenvlieg uit de familie van de hangvliegen (Bittacidae). De wetenschappelijke naam van de soort is voor het eerst geldig gepubliceerd door Pictet in 1836.
De soort komt voor in Brazilië.